# COVID-19-Pandemie in Tonga
Die COVID-19-Pandemie in Tonga tritt als Teil der weltweiten COVID-19-Pandemie auf, die die neuartige Atemwegserkrankung COVID-19 betrifft. Ab dem 11. März 2020 stufte die Weltgesundheitsorganisation (WHO) das Ausbruchsgeschehen des neuartigen Coronavirus als weltweite Pandemie ein. Auf Tonga wurde bisher ein Fall nachgewiesen. Der Inselstaat Tonga, ein Königreich, hat etwas mehr als 100.000 Einwohner.

## Lage der Inseln

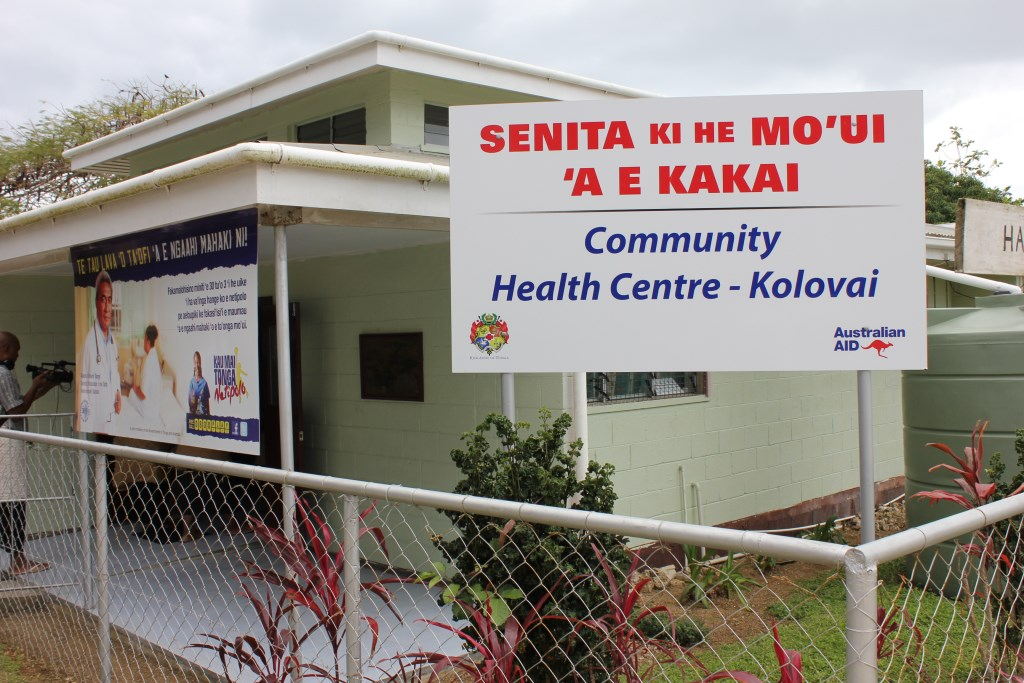
Das Kolovai Health Centre in Tonga

Der Inselstaat Tonga liegt im Pazifik östlich von Fidschi, südlich von Samoa und nördlich von Neuseeland.
Tonga besteht aus 172 Inseln mit Namen, die eine Fläche von 747 Quadratkilometer umfassen, davon sind 36 Inseln mit einer gesamten Fläche von 649 Quadratkilometer bewohnt.
Tonga hat laut WHO eines der besten Gesundheitssysteme im Pazifik und verfügt über ein Gesundheitswesen mit drei regionalen Krankenhäusern und einem Zentralkrankenhaus in der Landeshauptstadt Nukuʻalofa, dem Vaiola Krankenhaus, 14 lokalen Gesundheitszentren und weiteren 34 Mütter- und Kinderkliniken.

## Statistik

Bestätigte Infizierte auf Tonga nach Daten der WHO. Oben kumuliert, unten Tageswerte. Derzeit (Stand 2. Nov. 2021) wurde ein Infektionsfall registriert. Die Grafik wird laufend aktualisiert (Stand links oben angegeben). Änderungen der Lage sind daher zeitnah in der Grafik erkennbar auch wenn sie im Text noch nicht angezeigt werden

Todesopfer – Darstellung und Quelle wie oben

## Maßnahmen
Am 20. März 2020 verhängte Tonga zunächst bis zum 17. April 2020 einen sogenannten Lockdown, damit kam das öffentliche Leben zum Erliegen. Alle Ausländer hatten Tonga zu verlassen. Tongaer, die nach dem 20. März einreisten, mussten für 14 Tage in Quarantäne. Alle Tongaer wurden aufgerufen zuhause zu bleiben. Konzert-, Sport-, Heirats-, Geburtstagveranstaltungen und Beteiligungen von Angehörigen an Beerdigungen und Einreisen von Tongaern zu Beerdigungen wurden untersagt. Nachtclubs, Bars und Clubs mussten ab dem 25. März schließen. Personen haben Regeln der sozialen Distanzierung einzuhalten, dabei ist ein Aufenthalt von maximal 20 Personen in Gebäuden und 40 außerhalb erlaubt. Von der Sperre ausgenommen waren Supermärkte, Apotheken und Geschäfte, die als lebenswichtig betrachtet werden.
Unternehmen in Tonga, die aufgrund der Ausgangssperren in finanzielle Not geraten, sollen in Abstimmung mit dem Staat und den Banken unterstützt werden. Australien unterstützt Tonga im Kampf gegen das SARS-CoV-2-Virus mit 12 Millionen AUD bis ins Jahr 2022.
Am 29. Oktober 2021 wurde der erste Infektionsfall im Inselstaat gemeldet. Der Infizierte reiste aus Neuseeland zurück ins Land und wurde positiv getestet. Am 1. November 2021 wurde ein einwöchiger Lockdown über die Insel Tongatapu, einschließlich der Hauptstadt Nukuʻalofa, verhängt.
Nach dem Vulkanausbruch des Hunga Tonga im Januar 2022 und starken Beschädigungen durch eine dadurch ausgelöste Tsunamiwelle besteht Tonga auf möglichst kontaktlosen Hilfslieferungen durch Neuseeland, um so die Inseln frei von Infektionen zu halten.
Trotz dieser Sicherheitsvorkehrungen wurde im Februar nach dem Anlegen des Australischen Marineschiffs HMAS Adelaide mehrere positive Corona-Fälle mit der Omikron-Variante bestätigt. Die Regierung verschärfte den Lockdown daraufhin.
Der Ausnahmezustand wird weiterhin verlängert, jedoch dürfen seit dem 6. Juni Schüler wieder den Unterricht besuchen.